# Martial Testard du Cosquer
Martial-Guillaume-Marie Testard du Cosquer (ur. 22 września 1820 w Lesneven, zm. 27 lipca 1869 w Rzymie) – francuski duchowny rzymskokatolicki, dyplomata papieski, pierwszy arcybiskup Port-au-Prince.

## Biografia
27 sierpnia 1841 w Paryżu obronił pracę magisterską na wydziale prawa. Następnie odbył studia doktoranckie z zakresu prawa. W 1845 wyjechał do Rzymu, gdzie wstąpił na Uniwersytet Gregoriański. 22 kwietnia 1848 otrzymał święcenia prezbiteriatu. Podczas wiosny ludów w Rzymie w 1849 był kapelanem wojsk francuskich broniących papieża przed rewolucjonistami. Za tę służbę został odznaczony Legią Honorową.
W 1849 powrócił do rodzinnej diecezji Quimper, gdzie objął stanowisko profesora historii kościelnej w wyższym seminarium duchownym. W 1851 przez kilka miesięcy przebywał na Gwadelupie, gdzie był wikariuszem generalnym u boku biskupa Gwadelupy i Basse-Terre Pierre’a-Marii-Gervaisa Lacarrière. Następnie wrócił do diecezji Quimper, gdzie został profesorem Pisma Świętego. Od 1857 był proboszczem parafii karmelitańskiej w Breście.
29 listopada 1861 papież Pius IX mianował go delegatem apostolskim na Haiti. Jego głównym zadaniem na tej misji było dopracowanie konkordatu, co wypełnił.
7 września 1863 rząd Haiti wybrał go pierwszym arcybiskupem utworzonej dwa lata wcześniej archidiecezji Port-au-Prince, co zatwierdził 1 października 1863 papież Pius IX. 18 października 1863 w bazylice śś. Jana i Pawła w Rzymie przyjął sakrę biskupią z rąk prefekta Świętej Kongregacji ds. Obrzędów kard. Costantina Patriziego Naro. Współkonsekratorami byli tytularny patriarcha Antiochii Carlo Belgrado oraz sekretarz Świętej Kongregacji Nadzwyczajnych Spraw Kościelnych abp Alessandro Franchi.
9 czerwca 1864 odbył ingres do katedry w Port-au-Prince. Ponadto był administratorem apostolskim diecezji Les Cayes, Les Gonaïves i Port-de-Paix. Nadal pełnił również urząd delegata apostolskiego na Haiti. Wszystkie te funkcje pełnił do śmierci.
25 maja 1867 wyjechał do Rzymu. Z powodu trudnej sytuacji politycznej na Haiti, która skutkowała m.in. odwołaniem go z arcybiskupstwa przez prezydenta Sylvaina Salnave’a (decyzja ta była niewiążąca z punktu widzenia prawa kanonicznego), papież zezwolił mu przedłużyć pobyt. Pozostał w Wiecznym Mieście do śmierci 27 lipca 1869, spowodowanej durem brzusznym. Pochowany został 9 sierpnia 1869 w rodzinnym Lesneven. 28 listopada 1996 jego szczątki przeniesiono na Haiti.